# World Qualifying Series 2006
Cet article présente la saison 2006 du championnat du monde de surf World Qualifying Series, qualifiant les surfeurs pour le Championnat du monde de surf ASP World Tour 2007. 

## Classement partiel Hommes
| Classement | Nom           | Pays           | Points |
| ---------- | ------------- | -------------- | ------ |
| 1          | Jérémy Florès | France         | 11255  |
| 2          | Mick Campbell | Australie      | 11190  |
| 3          | Ricky Basnett | Afrique du Sud | 10210  |
| ...        | ...           | ...            | ...    |